# Varan timorský
Varan timorský (Varanus timorensis) je varanovitý suchozemský ještěr.

## Výskyt
Pochází z indonéského ostrova Timor a některých menších Sundských ostrovů (např. Savu, Semau, Roti). Zde si osvojil tropické lesy, ale navštěvuje i lidské příbytky, ukrytý mezi kameny nebo v různých štěrbinách. Hlavně ho lze spatřit v nížinách od 6 do maximálně 520 m n. m., viděn byl však také v nadmořské výšce 800 metrů.

## Popis
Jedná se o menší druh, obvykle nebývá delší než 60 cm,dle jiných pramenů dorůstá délky od 45 do 70 cm. Dosahuje hmotnosti 130 až 200 g (zdatný jedinec patrně až 350 nebo 400 g). Ocas tvoří dvě třetiny jeho celkové délky (typový exemplář o celkové délce 59 cm měl jen samotný ocas dlouhý 34 cm). Zbarvení je šedé až tmavošedé s velkým počtem bílých skvrn na hřbetě. Břišní strana těla je bělavá. Dlouhé drápky mu slouží ke šplhání po stromech a k obraně proti predátorům. Na stromě byl spatřen ve výšce 5 m nad zemí. Je to denní živočich, aktivní je tedy do soumraku.
Bývá často chován v zajetí. Pro svou malou velikost je tento varan vhodnou volbou pro chovatele. To ale nemění nic na tom, že je zapotřebí vhodná a kvalitní péče.

## Potrava
Loví hmyz, pavouky a drobné obratlovce (menší hady, gekony, ještěry, štíry nebo hlodavce). U dvou zkoumaných varanů se v žaludcích našly pozůstatky vlastního druhu (kanibalismus).

## Rozmnožování
Páření probíhá mezi květnem a červencem, nebo od prosince do března. Samice snáší 2 až 12 vajec (v zajetí 7–14), inkubace trvá asi 3 až 4 měsíce (v zajetí 93 až 186 dní). Právě vylíhlé ještěrky jsou 16–17,4 cm dlouhé a váží 4–6 g. Varan timorský se dožívá asi 10 let, v zajetí 15–20 let.

## Ohrožení
V Indonésii je chráněný (od roku 1999), zapsán je v úmluvě CITES (vývoz je možný, ovšem omezený a zapotřebí je povolení). Varan timorský pravděpodobně není ohrožený, je běžně hojný, obývá však nevelké území – především ostrov Timor, tudíž jakákoli hrozba může být pro zvíře nebezpečná.